# Magyarországi légitársaságok listája
A magyarországi székhelyű jelenlegi és egykori légitársaságok listája.

## Jelenlegi légitársaságok
A magyarországi székhelyű jelenleg is működő légivállalatok listája.

| Légitársaság               | IATA | ICAO | Hívójel        | Alapítás | Megjegyzés                                |
| -------------------------- | ---- | ---- | -------------- | -------- | ----------------------------------------- |
| Airmax Cargo Budapest      | —    | —    | —              | 2000     |                                           |
| Budapest Aircraft Services | —    | BPS  | BASE           | 1991     |                                           |
| Fleet Air                  | —    | FRF  | FAIRFLEET      | 2007     |                                           |
| Smartwings Hungary         | —    | TVL  | TRAVEL SERVICE | 2001     | A Smartwings magyarországi leányvállalata |
| Wizz Air                   | W6   | WZZ  | WIZZ AIR       | 2003     |                                           |
| Hungary Airlines           | HA   | HUA  | HUNGARY        | 2021     |                                           |
| Aeroexpress Regional       |      |      |                | 2022     |                                           |

### Magyarországon bejegyzett, de repülési tevékenységet nem végző vállalatok
| Légitársaság             | IATA | ICAO | Hívójel   | Alapítás | Megjegyzés |
| ------------------------ | ---- | ---- | --------- | -------- | --- |
| Ronan Air                | —    | —    | —         | 2014     | Tulajdonosa egy srí lanka-i üzletember, a cég Vecsésre van bejegyezve. A repülés megkezdését 2017-re ígérték, de ez sosem valósult meg. |
| Sólyom Hungarian Airways | —    | HUN  | HUNGARIAN | 2013     | A társaság két bérelt repülőgéppel rendelkezett, de fizetésképtelensége miatt utasokat sosem szállított.                                |

## Megszűnt légitársaságok
A magyarországi székhelyű egykori légivállalatok listája.
| Légitársaság                  | IATA | ICAO | Hívójel     | Alapítás | Megszűnés | Megjegyzés                                                            |
| ----------------------------- | ---- | ---- | ----------- | -------- | --------- | --------------------------------------------------------------------- |
| ABC Air Hungary               | —    | AHU  | ABC HUNGARY | 1998     | 2015      |                                                                       |
| Aeroexpress Rt.               | —    | AXR  | —           | 1922     | 1926      |                                                                       |
| ASL Airlines Hungary          | –    | FAH  | BLUE STRIP  | 1990     | 2021      | A Farnair Europe magyarországi leányvállalata volt.                   |
| Atlant-Hungary Airlines       | —    | ATU  | —           | 2000     | 2007      | 2003-tól Farkas Bertalan volt a cég elnöke                            |
| Aviaexpress                   | RX   | AEH  | —           | 1988     | 2003      |                                                                       |
| CityLine Hungary              | ZM   | CNB  | CITYHUN     | 2003     | 2015      |                                                                       |
| Cívis Air                     | —    | —    | —           | 2006     | 2006      | A német OLT Express Budapest-Debrecen belföldi járatára tervezett cég |
| HUK Magyar-Ukrán Légitársaság | —    | HUK  | —           | 1992     | 2002      |                                                                       |
| Hungarian Charter Airlines    | —    | —    | —           | 2013     | 2014      | A szlovák Samair leányvállalata, ami a Samair csődjével megszűnt      |
| Hungarian World Airways       | —    | —    | —           | 2012     | 2014      | egyetlen repült óra nélkül szűnt meg, flottája sohasem volt           |
| Magyar Aeroforgalmi Rt.       | —    | —    | —           | 1920     | 1921      | röviden: Maefort                                                      |
| Magyar Légiforgalmi Rt.       | —    | MLR  | —           | 1922     | 1946      | röviden: Malert                                                       |
| Malév                         | MA   | MAH  | MALÉV       | 1954     | 2012      |                                                                       |
| Malév Express                 | —    | MEH  | —           | 2002     | 2005      | A Malév regionális kísérlete - beolvadt a Malévba                     |
| Maszovlet                     | —    | MSU  | —           | 1946     | 1954      | 1954-ben 100%-os magyar tulajdonba került, új neve Malév lett         |
| Pannon Airlines               | PU   | PHU  | —           | 1999     | 2002      |                                                                       |
| SkyEurope Airlines Hungary    | 5P   | HSK  | —           | 2003     | 2007      | A SkyEurope magyarországi leányvállalata                              |